# 川島奈美子
川島 奈美子（かわしま なみこ、1908年10月22日 - 没年不詳）は、日本の女優である。川島 なみ子（かわしま なみこ）とも。本名高野 千代（たかの ちよ）。

## 人物・来歴
1908年（明治41年）10月22日、東京市神田区（現在の東京都千代田区神田）に生まれる。
神田錦町の正則英語学校中等科（現在の正則学園高等学校）を4年次で修了し、1925年（大正14年）、東亜キネマ甲陽撮影所に入社する。満18歳となる1926年（大正15年）、西本武二監督の『漁村の唄』で映画界にデビュー、同作で注目される。1927年（昭和2年）、同社が甲陽撮影所を閉鎖、等持院の「東亜キネマ京都撮影所」に製作拠点の一元化にともない、京都に異動する。歌川るり子、上村節子、千種百合子とともに東亜キネマ現代劇のスターとなる。
1931年（昭和6年）9月、東亜キネマの経営が悪くなり、同社の製作部門を東活映画社（東活）が引き継いだ後も、引き続き東活で『愛に餓ゆる街』、『荊棘の蔭に泣く』、『須磨の仇浪』等に主演した。1932年（昭和7年）10月、東活が解散すると同年11月、高村正次が東亜キネマを買収して御室撮影所に設立した宝塚キネマ興行に入社、翌年には同社も生産を停止して解散、川島も退社した。
1935年（昭和10年）12月、マキノ正博が設立した新しいトーキーの会社、マキノトーキー製作所に入社する。翌1936年（昭和11年）2月7日に公開された松田定次監督の『旅の馬鹿安』に出演、これが記録の上では初のトーキー出演である。同日公開の『靖国神社の女神』（監督中川紫朗、製作合同映画）にも出演、主演した記録がある。同年10月15日に公開された溝口健二監督の『祇園の姉妹』（製作第一映画社、配給松竹キネマ）には、「川島 なみ子」名義で出演した記録が存在するが、この役を演じた女優の名は資料によっては「久野 和子」とされている。「久野和子」なる人物の出演記録は同作以外に見当たらない。マキノトーキー製作所も1937年（昭和12年）には解散しており、以降の消息は不明である。没年不詳。

## フィルモグラフィ
すべてクレジットは「出演」である。公開日の右側には役名、および東京国立近代美術館フィルムセンター（NFC）所蔵等の上映用プリントの現存状況についても記す。同センター等に所蔵されていないものは、とくに1940年代以前の作品についてはほぼ現存しないフィルムである。

### 東亜キネマ甲陽撮影所
すべて製作は「東亜キネマ甲陽撮影所」、配給は「東亜キネマ」である。すべてサイレント映画である。
- 『漁村の唄』 : 監督西本武二、1926年公開[1]
- 『鉄拳縦横』 : 監督米沢正夫、1927年6月7日公開

### 東亜キネマ京都撮影所
すべて製作は「東亜キネマ京都撮影所」、配給は「東亜キネマ」である。すべてサイレント映画である。
- 『黒真珠』 : 監督西本武二、1927年9月14日公開
- 『廃兵の微笑』 : 監督永井健、1927年10月22日公開
- 『恋愛二重奏』 : 監督根津新、1928年3月15日公開 - 光代
- 『女王蜂』 : 監督根津新、1928年4月8日公開
- 『孤児は悲し』 : 監督根津新、1928年5月20日公開
- 『山侠悲話』 : 監督根津新、1928年6月7日公開
- 『恋に絶叫する者』 : 監督永井健、1928年7月6日公開
- 『お静の死』 : 監督竹内俊一、1928年10月13日公開
- 『彼の第二の妻』 : 監督根津新、1928年11月1日公開
- 『君が代』 : 監督根津新、1928年12月31日公開
- 『新生の声』 : 監督永井健、1928年製作・公開 - お澄
- 『人生行路』 : 監督井出錦之助、1928年製作・公開
- 『巡礼の唄』 : 監督米沢正夫、1929年2月1日公開
- 『路上の涙』 : 監督根津新、1929年8月7日公開
- 『乙女心』 : 監督別宮幸雄、1929年9月6日公開
- 『黒白の街 第一篇・恋愛篇』 : 監督根津新、1929年11月15日公開
- 『愛の十字路』 : 監督別宮幸雄、1930年1月7日公開 - 生母お雪
- 『地上に愛あり』 : 監督別宮幸雄、1930年1月31日公開
- 『妻』 : 監督米沢正夫、1930年3月14日公開
- 『子』 : 監督福西譲治、1930年4月18日公開 - 主演
- 『近代奥様哲学』 : 監督米沢正夫、1930年5月29日公開
- 『朗らかな人生』 : 監督米沢正夫、1930年6月27日公開
- 『この女を見よ』 : 監督米沢正夫、1930年9月22日公開
- 『九条武子夫人 無憂華』 : 監督後藤岱山・根津新、1930年10月9日公開 - 役名不明、39分尺で現存（NFC所蔵[9]）
- 『生さぬ仲』 : 監督米沢正夫、1930年11月15日公開 - 渥美真砂子
- 『故郷への道』 : 監督福西ジョージ（福西譲治）、1930年11月29日公開
- 『霧の夜』 : 監督別宮幸雄、1930年12月6日公開
- 『涙の良人』 : 監督別宮幸雄、1930年製作・公開
- 『子を巡る人生』 : 監督別宮幸雄、1931年2月28日公開
- 『家庭難船誌』 : 監督赤沢正夫、1931年3月7日公開 - その妻礼子
- 『踊る若者』 : 監督大江秀夫、1931年5月30日公開
- 『悲しき激怒』 : 監督青山三郎、1931年7月7日公開
- 『保少年』 : 監督大江秀夫、1931年7月31日公開

### 東活映画社
すべて製作は「東活映画社」、配給は「東亜キネマ」である。すべてサイレント映画である。
- 『愛に餓ゆる街』（『愛に餓ゆる』） : 監督三星吐詩夫、1931年11月8日公開
- 『荊棘の蔭に泣く』 : 監督安藤五郎、1931年11月28日公開
- 『天国の裏町』 : 監督大江秀夫、1931年12月12日公開
- 『噫!南嶺三十八勇士』 : 監督井出錦之助、1931年12月31日公開
- 『天眼通 女難時代』 : 監督米沢正夫、1931年製作・公開
- 『天眼通 腰弁時代』 : 監督米沢正夫、1932年1月8日公開
- 『天眼通 飛躍時代』 : 監督米沢正夫、1932年1月25日公開
- 『天眼通 黄金時代』 : 監督米沢正夫、1932年5月6日公開
- 『海軍士官』 : 監督石原英吉、1932年6月24日公開
- 『二つの乳房』 : 監督安藤五郎、1932年7月15日公開
- 『北満の落花 大和桜』 : 監督井出錦之助、1932年製作・公開

### 宝塚キネマ興行
すべて製作・配給は「宝塚キネマ興行」である。すべてサイレント映画である。
- 『驀進街』 : 監督大江秀夫、1932年12月31日公開
- 『日章旗の下に』 : 監督久保為義、1933年1月15日公開
- 『白百合の花』 : 監督米沢正夫、1933年3月8日公開

### マキノトーキー製作所
特筆以外すべて製作は「マキノトーキー製作所」、配給は「千鳥興行」である。それぞれ下記の通りトーキー、あるいはサウンド版である。
- 『旅の馬鹿安』 : 監督松田定次、トーキー、1936年2月7日公開 - お沢
- 『靖国神社の女神』 : 監督中川紫朗、製作・配給合同映画、サウンド版、1936年2月7日公開 - 主演、21分尺で現存（マツダ映画社所蔵[10]）
- 『牡丹燈籠』 : 監督野淵昶、製作・配給聯合映画、トーキー、1936年製作・公開 - 女中お米
- 『祇園の姉妹』 : 監督溝口健二、製作第一映画社、配給松竹キネマ、「川島なみ子」あるいは「久野和子」名義、1936年10月15日公開 - おえみ[4][5]、69分尺で現存（NFC所蔵[7]）